# Patrick Wiedl
Patrick Wiedl (* 5. Oktober 1983 in Lustenau) ist ein österreichischer Politiker (ÖVP). Von 2019 bis 2025 war er im Vorarlberger Landtag als Abgeordneter des Landtags der 31. Legislaturperiode tätig. Seit 11. April 2025 ist er Bürgermeister der größten Marktgemeinde Österreichs, Lustenau.

## Werdegang
Patrick Wiedl wuchs in der Vorarlberger Marktgemeinde Lustenau auf. Er absolvierte ab 2004 das Studium der Betriebswirtschaftslehre an der Universität Innsbruck mit einem Auslandssemester im Jahr 2007 an der Copenhagen Business School. 2009 schloss Wiedl das Studium mit einer Diplomarbeit zum Thema Gründe, Auswirkungen und Prävention von Fluktuation. Eine Fallstudie im Lebensmitteleinzelhandel und der Sponsion zum Magister der Wirtschafts- und Sozialwissenschaften (Mag. rer. soc. oec.) ab. Während seiner Studienzeit war Wiedl als Praktikant bei der Institut für Marketing – Strategieberatung GmbH tätig. Nach Studienabschluss wurde Patrick Wiedl Firmenkundenberater bei der Lustenauer Bankfiliale der Hypo Vorarlberg Bank.
Wiedl ist als Fußball-Funktionär ehrenamtlich tätig: So war er von September 2015 bis September 2019 als Kassier des ältesten Fußballvereins Vorarlbergs, FC Lustenau 07, tätig.
Politisch war Patrick Wiedl von 2010 bis 2014 zunächst Stellvertreter des Landesobmanns der Jungen Volkspartei Vorarlberg, von 2015 und 2020 war er als Gemeinderat für Wirtschaft, Wirtschaftsförderung, Liegenschaftsmanagement, Betriebsansiedelungen, Tourismus, Standortmarketing und Landwirtschaft Mitglied des Lustenauer Gemeindevorstands. Bei der Landtagswahl in Vorarlberg 2019 kandidierte Wiedl auf Platz sechs im Wahlbezirk Dornbirn und konnte bei der Wahl mit einem guten Vorzugsstimmenergebnis die beiden vor ihm gereihten Kandidaten Arno Gächter und Karin Feurstein-Pichler überholen. Er zog daher auf einem Dornbirner Grundmandat der ÖVP in den Vorarlberger Landtag ein und wurde dort am 6. November 2019 als Abgeordneter angelobt.
Auch bei der Landtagswahl in Vorarlberg 2024 konnte Wiedl erneut ein Landtagsmandat für die ÖVP erlangen. Er kündigte am 5. Juni 2025 an, sich aufgrund seiner Tätigkeit als Bürgermeister Lustenaus aus dem Landtags zurückziehen zu wollen. Mit der Angelobung seiner Nachfolgerin im Landtag, Nadine Peschl, am 2. Juli 2025 schied Patrick Wiedl aus diesem als Abgeordneter aus.